# مونتكاسيانو
تتواجد بلدية مونتكاسيانو في مقاطعة مشراتة وتقع تحديدًا في إقليم ماركي الإيطالية ، حيث ان موقعها يكون على بعد مايقارب 30 كيلومتر (19 ميل) جنوب أنكونة وأيضًا حوالي 8 كيلومتر (5 ميل) من شمال مشراتة .
وتتميز بلدية مونتيكاسيانو بأنها تحتوي على فراتسيوني (المجاميع ، وبشكل رئيسي أيضًا تتضمن القرى والنجوع) مثل القرى التالية: سانت إيجيديو ، سامبوتشيتو ، فاليكاسيا ، وفيساني.
ويحد بلدية مونتكاسيانو من الجوانب البلديات التالية: أبينيانو ومشراتة ومونتيفانو وريكاناتي .

## الوجهات الرئيسية للسياح
أشهر المعالم السياحية في المدينة:
- بالازو ديا برويري (القرن الثالث عشر)
- كنيسة سان ماركو (القرن الرابع عشر)
- كنيسة سانتا ماريا ديلا ميسريكورديا الجماعية (القرن الثاني عشر)
- الكنيسة الجماعية سانتا ماريا أسونتا
- خطابة سان نيكولو (القرن الثالث عشر)

## روابط خارجية
- الموقع الرسمي